# Panagra (Cipro)
Panagra (in greco Πάναγρα?; in turco Geçitköy) è un villaggio di Cipro. È sotto il controllo de facto di Cipro del Nord, dove appartiene al distretto di Girne, mentre de iure appartiene al distretto di Kyrenia della Repubblica di Cipro. Sysklipos è sempre stata abitata esclusivamente da greco-ciprioti. La sua popolazione nel 2011 era di 220 abitanti.

## Geografia fisica
Panagra si trova a ventitré chilometri a nord-ovest della città di Kyrenia e a diciassette chilometri a nord-est della città di Morfou.

## Origini del nome
Il significato del nome è oscuro, ma secondo alcuni degli ex abitanti del villaggio significa "campo superiore", una versione corrotta di "pano agri" in greco. Nel 1975, i turco-ciprioti cambiarono il nome del villaggio in Geçitköy, che significa "villaggio del passo". Il nome turco si riferisce alla posizione del villaggio all'ingresso della gola di Paleomylou, che si estende fino alla costa settentrionale dell'isola.

## Società

### Evoluzione demografica
I cristiani hanno quasi sempre costituito gli unici abitanti di questo insediamento. All'inizio del secolo, nel villaggio vivevano solo uno o due musulmani (forse forestali o poliziotti di stanza nel villaggio). La popolazione è aumentata costantemente durante il periodo britannico, passando da 44 abitanti nel 1891 a 86 nel 1960.
Tutti gli abitanti di Panagra furono sfollati nel 1974, quando tra luglio e agosto fuggirono dall'avanzata dell'esercito turco verso la parte meridionale dell'isola. Attualmente, come il resto dei rifugiati greco-ciprioti, i greco-ciprioti di Panagra sono sparsi in tutto il sud dell'isola. La popolazione sfollata di questo piccolo villaggio può essere stimata in circa 100 persone, dal momento che la sua popolazione era di 96 abitanti nel 1960.
Nel 1978, il villaggio è stato utilizzato per l'insediamento di sfollati turco-ciprioti provenienti dalla parte meridionale dell'isola e di agricoltori turchi provenienti dalla Turchia. La maggior parte dei turco-ciprioti proviene dai distretti di Paphos e Limassol. Coloro che sono nati in Turchia provengono principalmente dalla regione di Çarşamba, sulla costa del Mar Nero, e da Eleşkirt (Ağrı), nella Turchia orientale. Secondo il censimento turco-cipriota del 2006, la popolazione del villaggio era di 213 abitanti.